# ТЕС Кокберн
ТЕС Кокберн (Cockburn) – теплова електростанція на заході Австралії.
В 2003 році на майданчику станції ввели в дію парогазовий блок комбінованого циклу потужністю 240 МВт, в якому одна газова турбіна потужністю 160 МВт живить через котел-утилізатор одну парову турбіну з показником 80 МВт. 
Як паливо використовують природний газ, що надходить по трубопроводу Дампір – Банбері. 
Для видалення продуктів згоряння призначений димар заввишки 60 метрів.
Дляя охолодження використовується морська вода.